# Hardinsburg (Kentucky)
Hardinsburg es una ciudad ubicada en el condado de Breckinridge en el estado estadounidense de Kentucky. En el Censo de 2010 tenía una población de 2343 habitantes y una densidad poblacional de 255,69 personas por km². Se encuentra a poca distancia al sur del río Ohio que la separa de Indiana.

## Geografía
Hardinsburg se encuentra ubicada en las coordenadas 37°46′31″N 86°27′22″O / 37.77528, -86.45611. Según la Oficina del Censo de los Estados Unidos, Hardinsburg tiene una superficie total de 9.16 km², de la cual 8.95 km² corresponden a tierra firme y (2.35%) 0.21 km² es agua.

## Demografía
Según el censo de 2010, había 2343 personas residiendo en Hardinsburg. La densidad de población era de 255,69 hab./km². De los 2343 habitantes, Hardinsburg estaba compuesto por el 90.06% blancos, el 6.83% eran afroamericanos, el 0.21% eran amerindios, el 0.68% eran asiáticos, el 0% eran isleños del Pacífico, el 0.47% eran de otras razas y el 1.75% pertenecían a dos o más razas. Del total de la población el 1.2% eran hispanos o latinos de cualquier raza.